# شارات ساكسينا
شارات ساكسينا هو ممثل هندي، ولد في 17 أغسطس 1950 في الهند.

## أعمال

### أفلام
- (1998) الشبيهان[5]
- (2006) فناء
- (2006) كريش[6]
- (2014) عودة سينغهام
- (2015) باجرانغي بهايجان[7]

## وصلات خارجية
- شارات ساكسينا على موقع IMDb (الإنجليزية)
- شارات ساكسينا على موقع قاعدة بيانات الفيلم (الإنجليزية)